# 詹文山
詹文山（1941年2月—2019年5月9日），男，中国物理学家，中国科学院物理研究所研究员，专业领域为磁学和磁性材料。他是中国科学院理化技术研究所（TIPC）的首任所长，还担任过磁学国家重点实验室主任，中国物理学会磁学分会主任，中国科学院数理化局副局长，中国科学院物理所副所长等职务。

## 生平
詹文山出生于1941年2月。1963年毕业于中国科学技术大学物理系，之后进入中国科学院物理研究所工作。 
1999年6月，中国科学院理化技术研究所（TIPC）成立，他被任命为首任所长。
2019年5月9日，因病在北京去世，享年78岁。